# Challes (Sarthe)
Challes – miejscowość i gmina we Francji, w regionie Kraj Loary, w departamencie Sarthe.
Według danych na rok 1990 gminę zamieszkiwały 1013 osoby, a gęstość zaludnienia wynosiła 39 osób/km² (wśród 1504 gmin Kraju Loary Challes plasuje się na 575. miejscu pod względem liczby ludności, natomiast pod względem powierzchni na miejscu 375.).